# 4-vinylbenzoëzuur
4-vinylbenzoëzuur is organische verbinding met als brutoformule C9H8O2. De stof komt voor als witte kristallen, die slecht oplosbaar zijn in water.

## Synthese
4-vinylbenzoëzuur kan bereid worden uit 4-broommethylbenzoëzuur, dat met trifenylfosfine in het corresponderende fosfoniumzout kan worden omgezet. Hierna kan een Wittig-reactie in basisch milieu plaatsgrijpen, met formaldehyde als substraat.

## Toepassing
Als vinylverbinding kan 4-vinylbenzoëzuur polymeren en copolymeren vormen via additiepolymerisatie. Metaalzouten van poly(4-vinylbenzoëzuur), zoals het natrium-, kalium- of koperzout, kunnen toegevoegd worden aan tandhygiënische producten met fluoridezouten, om de anti-cariëswerking van de fluoridezouten te verhogen.